# Byremo
Byremo är en tidigare tätort i Lyngdals kommun i Agder fylke i södra Norge. Orten ligger där fylkesväg 460 möter fylkesväg 4026, vid norra änden av insjön Øvre Øydnevatn.
Tidigare har orten tillhört dåvarande Bjelland og Grindheims kommun, därefter har den utgjort centralort i dåvarande Grindheims kommun. Efter det har orten tillhört dåvarande Audnedals kommun.
Sedan 2020 räknas orten inte längre som en tätort.